# Zwartdijroofvlieg
Zwartdijroofvlieg (Neomochtherus geniculatus) is een vliegensoort uit de familie van de roofvliegen (Asilidae). De wetenschappelijke naam van de soort is voor het eerst geldig gepubliceerd in 1820 door Meigen.